# Ruisseau d'Ars
Pour les articles homonymes, voir Ars.
Le ruisseau d'Ars est une petite rivière non visible, car canalisée pour maîtriser les inondations et collecter les eaux pluviales, située en Gironde entre Pessac et Bordeaux.

## Géographie, orographie
De 10 km de longueur, il passe d'ouest en est sous les communes de Pessac, Talence, Bègles et Bordeaux.
Il prend sa source près de la résidence la Châtaigneraie à Pessac Ladonne.

Ses anciennes sources devaient se situer vers le quartier France ou Cap de Bos à Pessac. Le plan d’eau du parc de Jozereau pourrait être l’une d’entre elles à l’amorce du plateau landais. Mais le percement de la rocade a modifié son cours. Le ruisseau était non seulement alimenté par des fontaines naturelles, mais aussi par des fossés creusés (castes) pour assécher les zones marécageuses. 

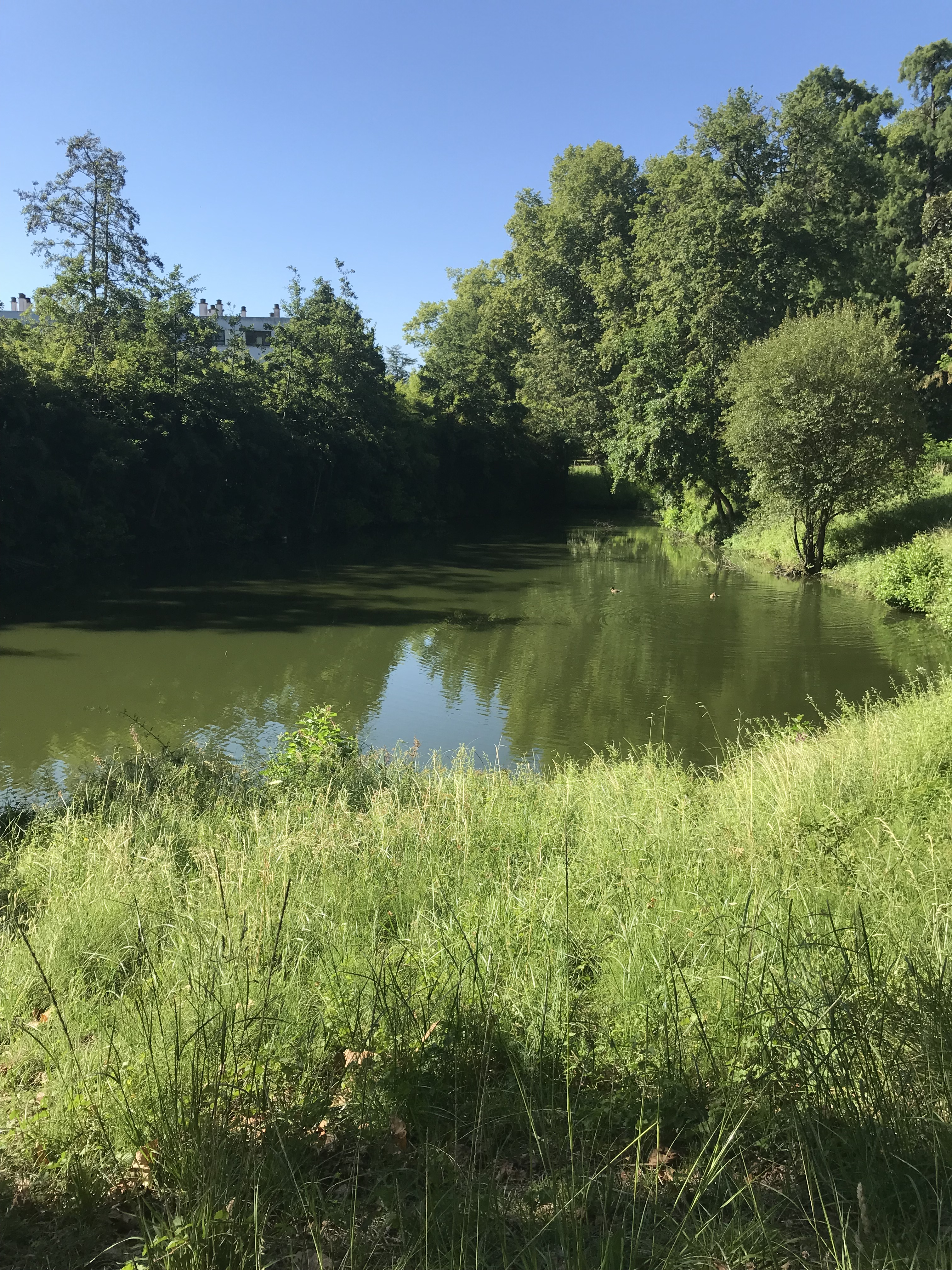
Bassin d'étalement au parc de Camponac

Avant le percement de la rocade et la construction de la voie ferrée, il parcourait le domaine de Feuillas (actuellement Xavier Arnozan) puis l’emplacement de la cité Frugès.

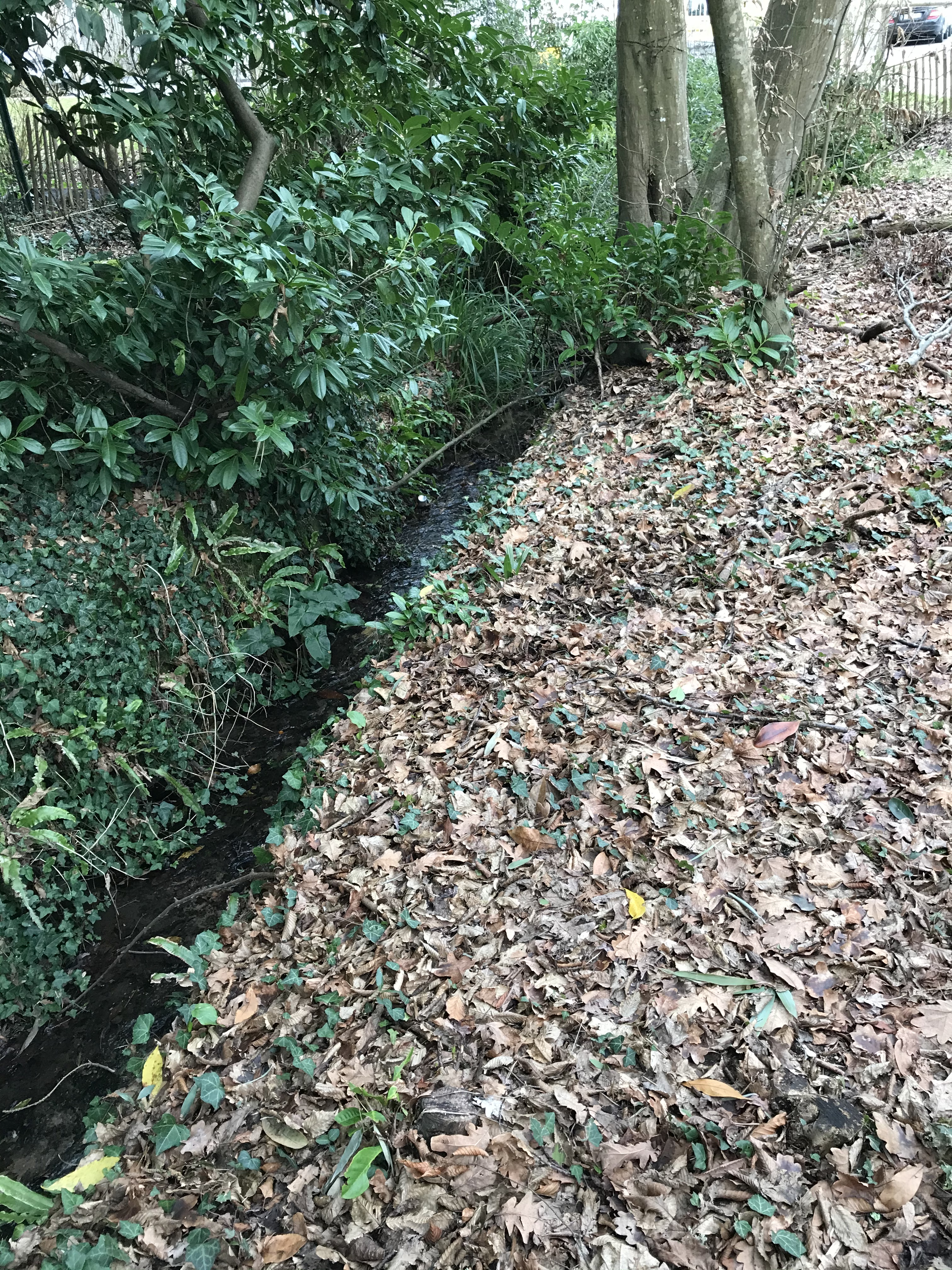
Ruisseau le Lartigon

Source
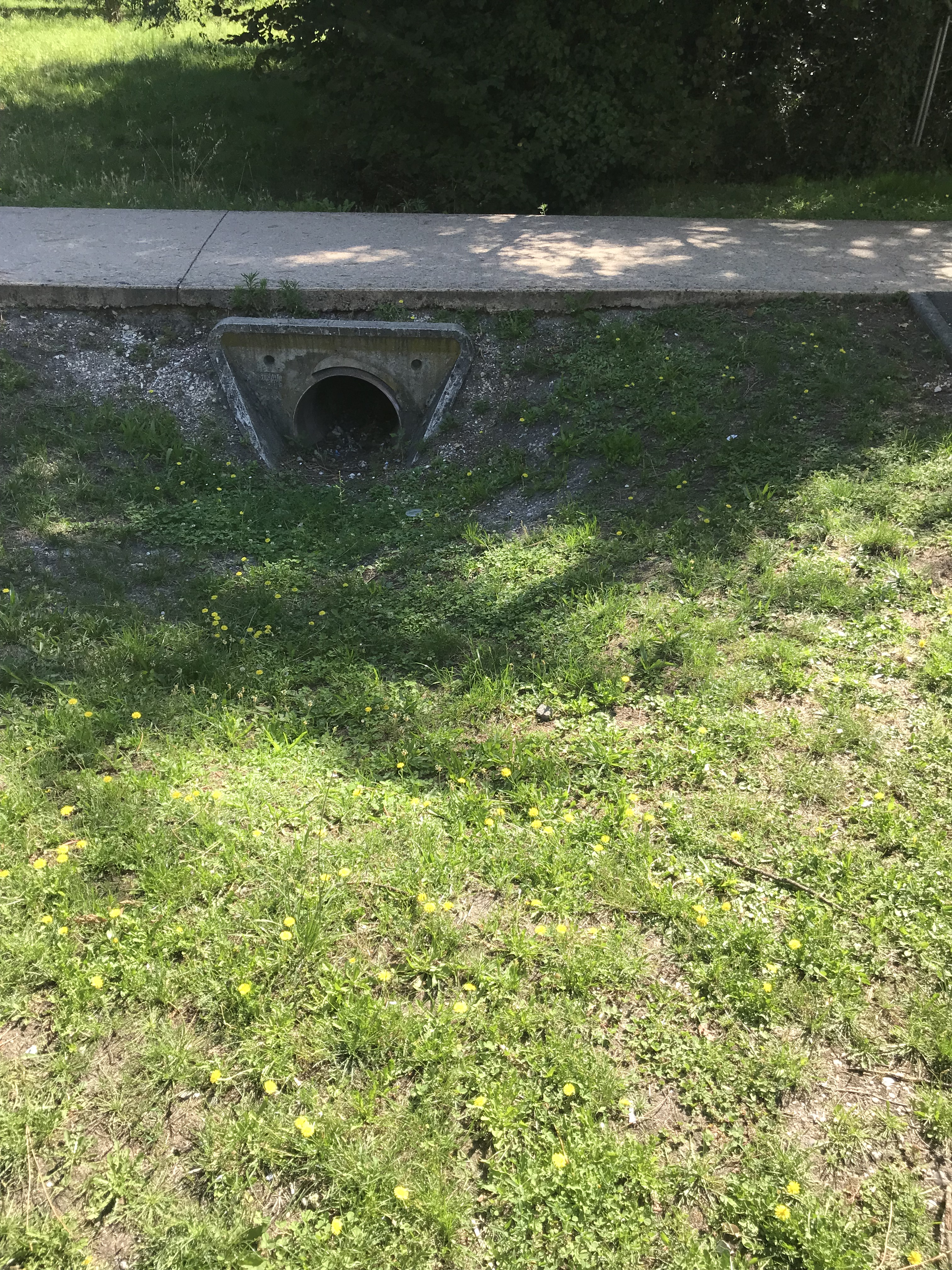
Source asséchée du ruisseau d'Ars à Pessac Ladonne
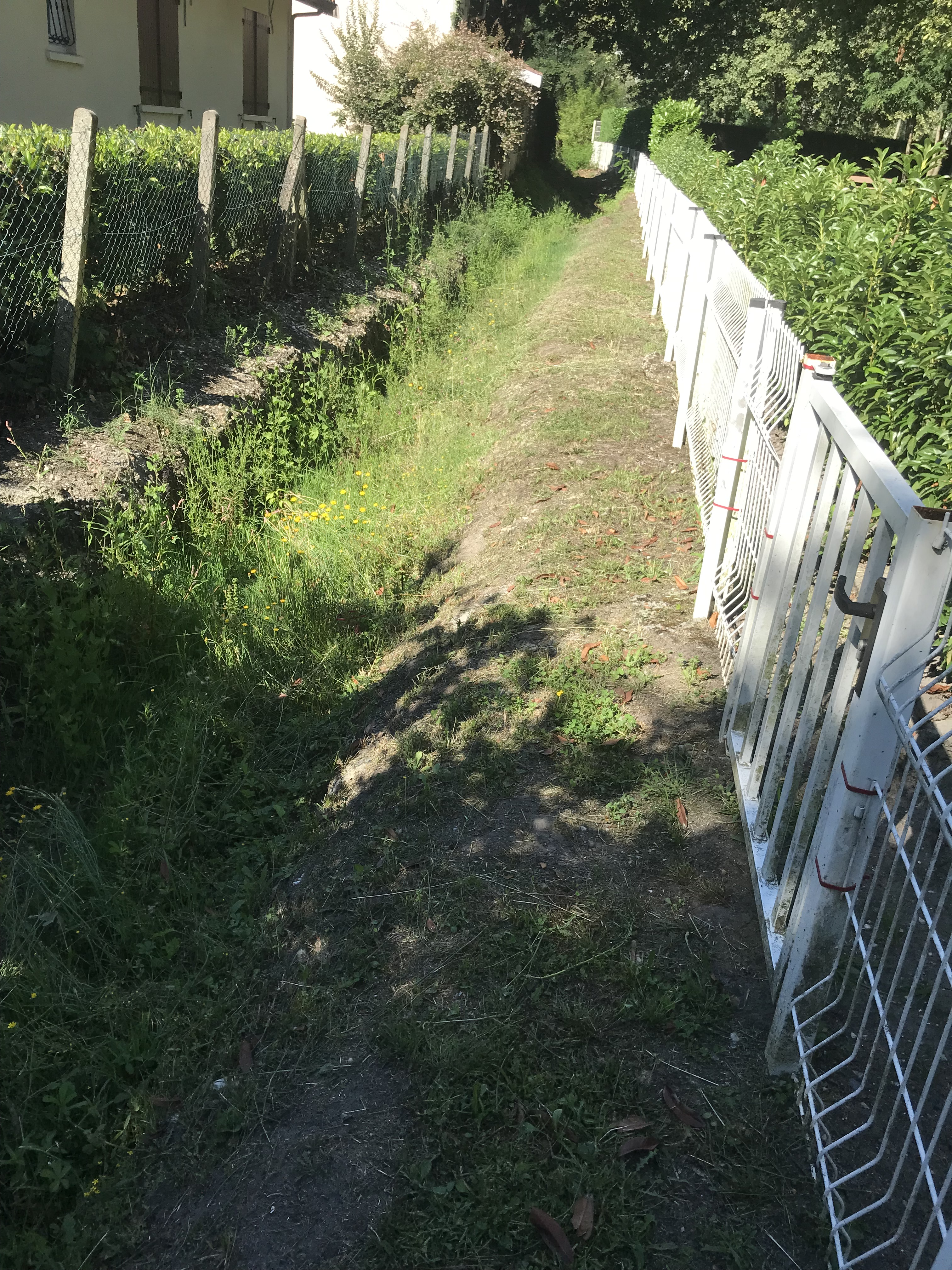
Ruisseau d'Ars après la source à Pessac Ladonne
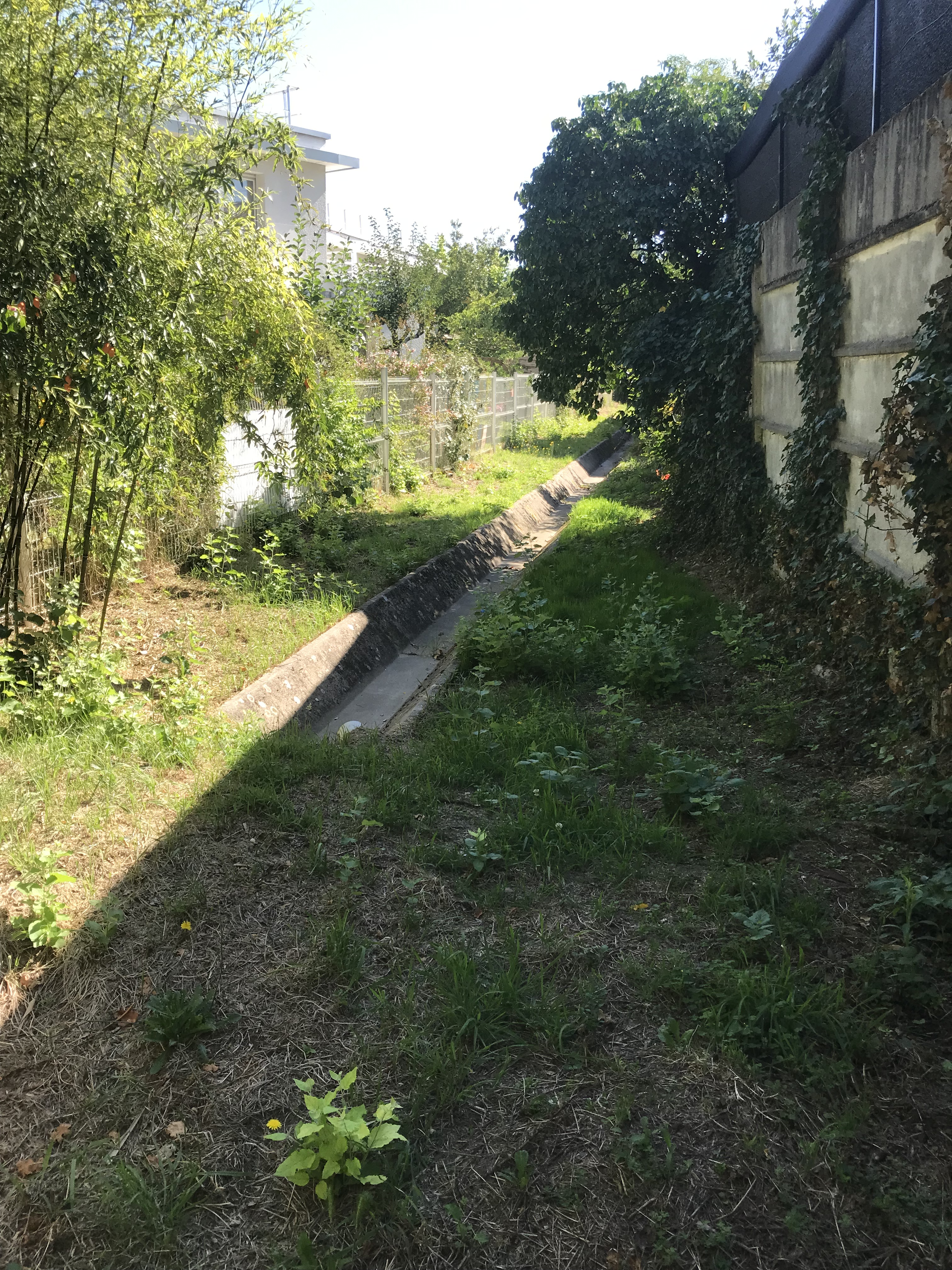
Ruisseau d'Ars canalisé après la source à Pessac Ladonne

Il passe par le parc de Camponac dont il constitue les bassins, il est ensuite à ciel ouvert le long du parc du sentier du Lartigon avenue Roger Chaumet et avenue Georges Pompidou et borde ensuite le parc Razon.
Il reçoit les eaux du Serpent dans le quartier du Chiquet en aval du lac de Fontaudin.
Entre sa source et la confluence avec le Serpent, le ruisseau d’Ars est aussi connu sous le nom de Lartigon.
Après le quartier de Brivazac, le ruisseau d'Ars longe le Domaine universitaire. Les croupes géologiques de graves du Haut Brion sont bordées au nord par le Peugue et au sud par le ruisseau d’Ars.
On peut observer son vallon en contrebas d’une dizaine de mètres des vignes du château Haut-Brion à la hauteur de la clinique mutualiste et juste en amont de la Faculté des Sciences. Traversant cette dernière, il réapparait au niveau d’un lac aménagé avant le grand portail forgé de l’Université. Il passe ensuite par le parc Peixotto en longeant au Sud le plan d’eau du Jardin botanique.
Il longe la rue Robespierre. La rue Lamartine à Talence, avec sa double pente, donne une idée de son vallon ou talweg. En effet, entre le haut de la rue au carrefour du chemin de Suzon et le bas au croisement de la rue Ambroise Paré il y a un dénivelé de 9 m.

On observe aussi sa dépression au parc Soureilh le long de la résidence Le Quadrige et en contrebas de la rue de Suzon et du parc de la résidence Voltaire.

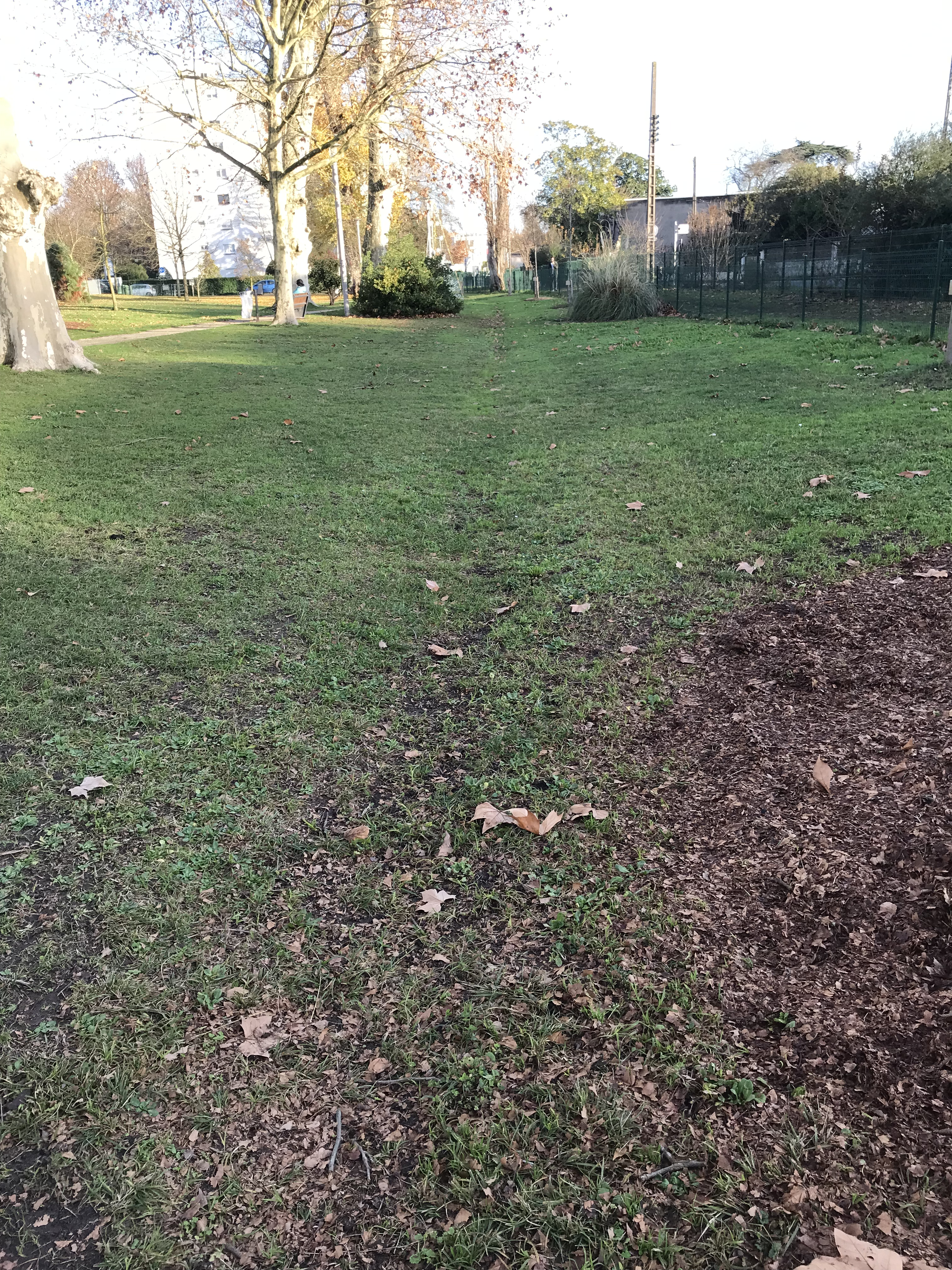
trace de la canalisation du ruisseau d'Ars au parc Robespierre à Talence
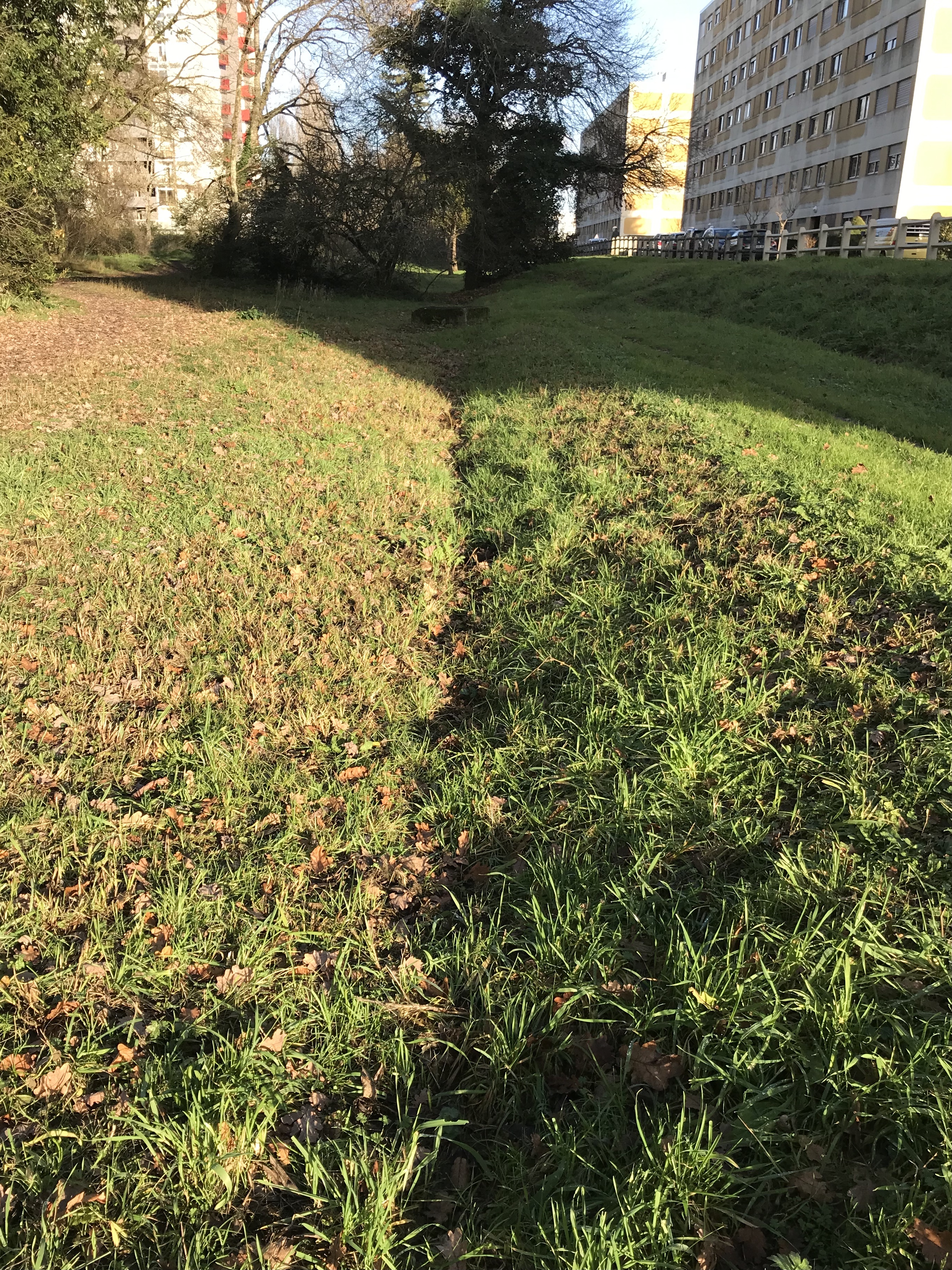
Canalisation du ruisseau d'Ars au niveau de la résidence Quadrige à Talence
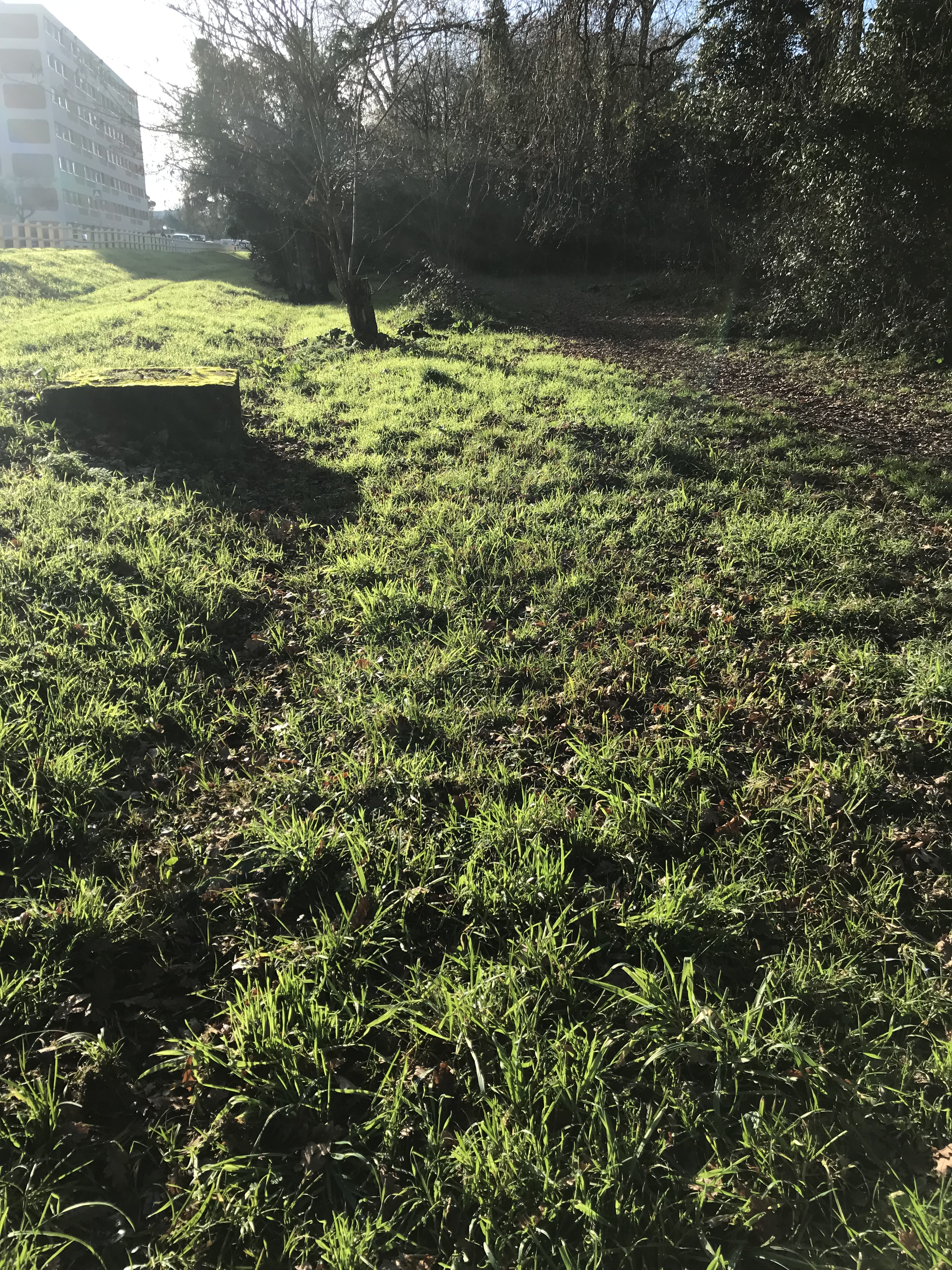
Canalisation du ruisseau d'Ars au parc Soureil à Talence

Le ruisseau d’Ars traverse ensuite la route de Toulouse et va jusqu’à la barrière de Bègles. Il sert de délimitation entre cette commune et Bordeaux, vestige du temps où il n’était pas canalisé.
Il rejoint un bras de l'Eau Bourde sous la rue Brascassat, près de la gare Saint-Jean formant au nord l’Estey de Sainte-Croix qui se jette dans la Garonne entre le quai Sainte-Croix et le quai de Paludate à la hauteur de l'abbatiale Sainte-Croix et un autre bras au sud formant l’estey Majou qui rejoint la Garonne au début du quai de Brienne.
De ses sources sur les contremarches du plateau landais à une hauteur entre 50 et 55 m jusqu’à la Garonne, le ruisseau d’Ars aura connu un dénivelé de 45 à 50 m.

## Hydrographie
Le bassin versant de l'Ars couvre 2 300 ha répartis sur les communes de Pessac, Talence, Bègles et Bordeaux. À Pessac dans le quartier de Fontaudin Chiquet le ruisseau d'Ars reçoit les eaux du ruisseau le Serpent. Le Serpent prend sa source dans le quartier du Haut-Lévêque. Il est canalisé et souterrain sur une bonne partie de son cours, il reçoit entre autres les eaux de géothermie de Saige Formanoir. Il reste visible vers le lac de Fontaudin, un bassin de 48 000 m3.
Une autre conception fait naître le ruisseau d’Ars de la confluence du Lartigon et du Serpent. On a d'ailleurs souvent, en aval de ce confluent, continué à appeler le ruisseau d'Ars, le Serpent.
Un petit affluent, le ruisseau des Palanquettes, venu des zones marécageuses de Monadey (CREPS), parcourant l’ancien parc du château Margaut et la rue du Professeur Arnozan vient rejoindre le ruisseau d’Ars tout près de la mairie de Talence.  
Il reçoit le fossé de Thouars depuis le quartier Peylane à Talence lui aussi canalisé et souterrain comme tous les autres ruisseaux de Talence et de Pessac faisant partie du bassin versant de l’Ars. En 1883 ce fossé de Thouars alimentait encore les bassins du château Raba.  
Tout le long de son cours, il reçoit l’eau de sources : Font de Pessac, Beoulaygues, Bonnefont, fontaine de Guillot.
L’estey Majou (c’est-à-dire le plus grand, le majeur) constitue l’ancienne embouchure du ruisseau d’Ars dans la Garonne.
Quand un bras de l’Eau Bourde fut détourné au Moyen Âge sur l’Estey de Sainte-Croix, le ruisseau d’Ars (Estey de Ladous) fut capté par la même occasion. Puis après l’acquisition des terrains par la compagnie des chemins de fer du Midi en 1851, l’Eau Bourde fut à nouveau détournée au profit de l’estey Majou en 1865. Un premier branchement de l’Eau Bourde, nommé autrefois ruisseau de la Moulinette, se jette dans la Garonne au niveau du quai Président Wilson. Plus loin, l'Eau Bourde forme confluent avec le ruisseau d'Ars sous la jonction des rues Brascassat et Carle Vernet et elle se divise alors encore en deux bras. Le premier s’écoulant au nord jusqu’au pied de l’abbaye de Sainte-Croix (autrefois appelé l'estey de Bègles puis de Sainte-Croix), qui se jette dans la Garonne au niveau de la rue Peyronnet. L’autre branche, nommée l'Estey-Majou, se jette dans la Garonne au sud du quai de Paludate au niveau de la rue des Maraîchers (ancienne partie est de la rue Carle Vernet).

## Géologie
Les affluents de la Garonne, Jalles, Devèze, Peugue et Ars, au niveau de Bordeaux, traversent un amphithéâtre de terrasses alluviales formant des marches en pente douce depuis leurs sources sur la limite du plateau landais jusqu’à leur confluence.
Ces terrasses fluviatiles sont le résultat de dépôts d’alluvions sur les rivages successifs du fleuve. L’alternance de périodes glaciaires (régression marine) et interglaciaires (transgression marine) à l’ère quaternaire a fait descendre et remonter le lit de la Garonne.
Pendant les glaciations, le niveau des mers étant bas, les fleuves creusent leur lit pour rejoindre l’océan. Lors de la fonte des glaciers, le niveau des eaux remonte et les fleuves déposent leurs alluvions sur une nouvelle terrasse.
Sous les terrasses fluviales du quaternaire se trouvent les strates déposées par l’océan à l’ère tertiaire:
- Sables coquilliers (faluns) du Miocène.
- Calcaires à astéries du Stampien (Rupélien) de l’Oligocène[22].

Des vents très forts d’Ouest pendant l’Holocène vont transporter de grandes quantités de sables sur le plateau landais que l’on retrouve jusqu’à Pessac Alouette.
La présence d’Alios (sable ferrugineux cimenté) et d’argile imperméabilise le sous-sol faisant affleurer l’eau dans ce secteur et naître le Peugue, le Serpent et l’Artigon (Ars).
La présence d’argile apparaît dans les lieux de Pessac comme la Tuileranne (fabrique de tuiles) et l’étang de Jozereau (anciennes carrières d’argile).
À la limite de Talence et de Gradignan près du château de Thouars affleurent des sables, graviers et galets d’une des terrasses de la Garonne. Les sources en étaient abondantes avant le creusement de la rocade alimentant entre autres le fossé de Thouars affluent du ruisseau d'Ars.
Les cours d’eau affluant à la Garonne ont déblayé les alluvions anciennes et mis à nu les formations calcaires de l’Oligocène et du Miocène. Ils transforment les terrasses en croupes graveleuses. Les marches des terrasses s’adoucissent en forme de bosses. Elles s’affaissent au nord vers la vallée du Peugue et au sud vers la vallée du ruisseau d’Ars.
Ces croupes graveleuses ou terres de Graves ont vu se développer depuis longtemps la culture de la vigne. Le terroir de Haut-Brion, formé par deux croupes de grosses graves qui n'ont pas leur équivalent dans les environs, s'élève de 12 à 15 mètres au-dessus des fonds des cours d'eau voisins Le Peugue et le Ruisseau d’Ars.
Si on considère une coupe parallèle au ruisseau d’Ars de Pessac Alouette à la Garonne on peut déterminer la structure de ces terrasses:
| Situation         | Composition                                          | Glaciation    | Temps géologiques                    |
| Victoire Bordeaux | Alluvions récentes argiles des palus                 | Postglaciaire | Holocène                             |
| Barrière Pessac   | Basses terrasses sables, graviers et gros galets     | Würm          | Pléistocène supérieur                |
| Médoquine         | Moyennes terrasses Graves dans une matrice argileuse | Riss          | Pléistocène moyen                    |
| Pessac Poujeau    | Hautes terrasses Graves et argile                    | Mindel        | Pléistocène moyen                    |
| Pessac Monteil    | Hautes terrasses Graves et argile                    | Günz          | Pléistocène inférieur et terminal    |
| Pessac Alouette   | Très hautes nappes alluviales                        |               | Pléistocène inférieur moyen et basal |

Si on mesure la courbe du niveau du sol observé par rapport au niveau de la mer:
+ 55 m à Toctoucau
+ 50 m à l’Alouette
+ 30 m au bourg de Pessac
+ 25 m aux Échoppes
+ 20 m aux Boulevards

## Hydronymie
Le nom du ruisseau d'Ars, autrefois aussi appelé ruisseau des arcs, ou ruisseau du Moulin d’Ars dit aussi moulin des Arcs, proviendrait des arches de l'aqueduc romain de Bordeaux parallèle à la route de Toulouse qui enjambait son vallon et sous lequel coulait le ruisseau. En effet on retrouve dans les Rôles Gascons, documents d'archives de l'administration anglaise en Aquitaine pendant le Moyen Âge, le terme de «rivum de Arcubus» qui semble désigner notre ruisseau.
Un quartier à cheval sur Bordeaux et Talence perpétue le nom du Moulin d’Ars.
L’ancien hameau le Cournau d’Ars semble aussi garder trace de cet aqueduc entre Peylane et Peydavant. Cet aqueduc prenait les eaux de l’Eau Blanche et franchissait aussi la rivière de l’Eau Bourde à Villenave-d’Ornon. On peut voir un vestige de cet aqueduc dans le quartier de Sarcignan à Villenave-d’Ornon.
Aujourd’hui appelé simplement l’Ars, il était aussi appelé ruisseau des Malerettes ou des Malerets voire Maillerettes ou Mulerets (qui désigne un verger de pommiers), mais aussi ruisseau de Talence ou ruisseau du Moulin des Arcs ou des Ars ou simplement riu comunau. À Bègles il portera le nom d’Estey de Ladors, de Ladoys ou de Ladous. La racine ADOR ADOUR ADOUE est le nom générique des cours d’eau en Aquitaine.
Sur la carte départementale de 1886 il porte le nom de Serpent jusqu’à la limite de Pessac et Talence, puis ruisseau d’Ars à Talence et Estey de Ladaus à Bègles après la route de Toulouse et le moulin d’Ars.
Le nom local d'Estey (même origine qu’estuaire) désigne un ruisseau où se fait sentir le rythme de la marée. La Garonne étant appelée la Mer pour la même raison.
À Pessac l’autre nom du ruisseau d’Ars était le Lartigon ou anciennement l’Artigon de la racine ARTIGA qui désigne une terre défrichée ou Artigue.
Quant au nom de Serpent, il semble évidemment désigner un lit sinueux avant sa canalisation rectiligne. Pourtant Camille Julian, l’historien bordelais, nous dit que les sources à l’époque gauloise avaient souvent des noms inspirés par la bête qui était censée les fréquenter. Il cite Sirione : la source du serpent, Bubona : la source du bœuf. Il conclut ainsi: «… nous avons encore aujourd’hui sur le sol de France nombre de sources de la Vache et de ruisseaux du Serpent».
Le ruisseau des Palanquettes tire son nom des planches (palanques) que l’on jetait en travers pour le passer. Il existe à Bordeaux une rue des Palanques qui descend vers la cathédrale Saint-André pour traverser le Peugue.
Quant au fossé de Thouars, dénomination moderne, il s’agit d’un ruisseau dont le nom ancien ne nous est pas parvenu.

## Toponymie
Si le ruisseau est de nos jours caché, certains noms de lieux ou de rues ont gardé la mémoire de son cours et de son vallon.
La rue de la Font de Pessac, sur la carte de Belleyme, Hont de Pessac, rappelle une source ou fontaine qui alimentait l’Artigon.
Le parc de Razon riche en eaux tire son nom de Raze Font ou pleine fontaine et l’avenue des lacs qui prolonge la rue Razon rappelle cette abondance de points d’eau et de lavoirs. Plus loin l’avenue des deux ponts en souvenir des deux bras du ravin de Serpent. Même chose pour le quartier du Pontet ou petit pont et la rue du Pont de Chiquet. La rue du serpent suit parallèlement l’ancien cours dans le quartier de Saige.
Le quartier et le parc de Fontaudin signifient fontaine et bois de chênes mais audeia signifiait aussi ruisseau. Plus loin on trouve la rue des sources comme celles nombreuses autour du domaine de Saige et du château de Formanoir.
Le nom du quartier de Candau à Pessac en bordure du Haut Brion, du gascon qui veut dire pente ou versant met en évidence l’existence d’une vallée. Brion en Gironde désigne une butte, une hauteur. En 1630 il y a un « plantier d’Aubrion » répertorié. Haut Brion ne serait peut-être qu’une redondance.
À Talence l’ancien lieu appelé Beoulaygues (emplacement de l’ancienne École internationale) aujourd’hui dit Le Haut Carré signifie « qui boit l’eau » car le sol de graves absorbait facilement l’eau de pluie qui était ensuite récupérée par le ruisseau d’Ars en contrebas.
En face de Beoulaygues le Courneau de Ruhan ou Ruan prononcé Arruan désigne un gué sur le cours d’eau qu’empruntait la voie romaine d’Astorga passant par Salles. D’ailleurs avant la construction du domaine universitaire la partie du chemin Roul qui longeait le domaine de Monadey était appelée la « Voie Romaine ».
Le château de Bonnefont, lire bonne fontaine, dans la faculté des sciences où réapparait brièvement notre ruisseau dans un petit plan d’eau.
Plus loin on trouve le petit chemin d’Ars qui descend vers le vallon, seul rappel nominatif à Talence du ruisseau et de l’ancien hameau ou Cournau d’Ars.
L’une des plus anciennes voies de Talence, le chemin de Suzon viendrait du gascon «susoù» qui signifie «dessus» désignant ainsi des terres dominant la rive gauche du ruisseau avant le moulin d’Ars
Le quartier près de la barrière de Toulouse portait le nom de moulin d’Ars, un jardin du même nom aménagé en parc porte encore le nom. Plus au sud coté Bègles donnant sur la route de Toulouse, une voie nouvelle porte ce nom. Ce lieu était aussi désigné par Pont d’Ars.
À Bordeaux, parallèle à l’ancien lit se déroule la rue de Ladous autre nom du ruisseau et près de la barrière de Bègles on trouve l’impasse de la fontaine de Guillot qui descend vers ce même lit. D’ailleurs la frontière entre Bordeaux et Bègles épouse parfaitement le cours de l’ancien ruisseau à ciel ouvert.
Le nom de Bègles, BECLA à l’époque médiévale, trouverait sa source du mot gaulois BECCO, qui désignerait le bec de terre formé par la confluence de la Garonne et de l’Estey Majou (ruisseau d’Ars), voir autre Bec d’Ambès.
Il faut être vigilant en ce qui concerne l’étymologie d’un toponyme. Des interprétations abusives ou des raccourcis peuvent prêter à confusion.  Ainsi est-on passé de «Au Brion» à «Aubrion» puis à «Haut Brion» par confusion phonétique.
Cette modification phonétique par erreur de coupure subie par un mot mal analysé (agglutination ou déglutination) fait que «L’Artigon» devient «Le Lartigon», «La Daune» donnera «Ladonne», «Estey de L’Ador» en «Estey de Lador».
Remarquons que «Estey de Lador» est un pléonasme puisque ador est le nom générique d’un cours d’eau en gaulois.
On observe un début de modification pour le «Ruisseau d’Ars» noté «L’Ars» en 2018 dans le document du schéma directeur de l'assainissement de Bordeaux Métropole et peut être bientôt le verra-t-on écrit «Le Lars».
Des erreurs de transcriptions peuvent parfois se perpétuer, ainsi la carte d’état-major de 1866 fait apparaitre un pont des «Arts» et la carte départementale de 1886 l’Estey Majour a pris le nom de Sainte-Croix.

## Histoire

### Un axe de développement.
Au néolithique, un peuple de chasseurs et d’agriculteurs est présent sur les hauteurs entre le Peugue et le Serpent. À la Font de Pessac, des fouilles réalisées près de la gare en 2005 ont mis au jour un site protohistorique datant de l’âge du bronze (1600-1200 av. J.-C.).
Une voie romaine importante formait une fourche au Cournau de Ruhan (situé approximativement à côté du village universitaire no 1) une branche allait à Dax par Salles en traversant le campus universitaire. L’autre axe allait à Pessac par l’emplacement de l’actuelle clinique mutualiste et rejoignait la « levade gauloise », voie celtique longeant l’actuelle route d’Arcachon.  
Le vallon du ruisseau d’Ars est un des plus anciens axes de développement. Des hameaux naissent du défrichage de la forêt au Moyen Âge. Village de Ladonne ou La Dauna (la Dame), sur la commune de Pessac. Ils portent le nom de Cournau: Cournau de Ruan ou Grand Cournau, Cournau des Monges.
Ladonne est un village de blanchisseuses grâce aux nombreuses sources et puits. Même activité au Parc de Razon où la livraison du linge lavé était assurée par une charrette tirée par un âne ou un cheval jusqu’à la barrière de Pessac pour les bourgeois de Bordeaux.
La pollution de la Ville de Bordeaux et son urbanisation font déléguer le traitement de son linge à la banlieue au XIXe siècle.
En 1914, il y avait 172 lavandières autour des lavoirs et ruisseaux de Pessac. Certains lavoirs constituaient de véritables entreprises. Des différents naissent entre propriétaires et blanchisseuses. Retenues d’eau appelées éclusettes et qualité de l’eau sont source de conflit. Les lavoirs disparaissent entre 1920 et 1930.
De grands domaines voient le jour le long de ses berges:
À Pessac, le ruisseau d’Ars alimentait les pièces d’eau du Château Camponac et le Serpent celui de Saige-Formanoir.
À la hauteur de l’école Édouard-Herriot existait une importante blanchisserie.
L’Artigon longeait la propriété de Bagatelle (Maison Dorée) dont il ne reste aujourd’hui que l’orangeraie avant d’atteindre Razon et son lavoir-abreuvoir très fréquenté créé en 1856 et supprimé en 1927.
Attenante au domaine de Fontaudin, une motte castrale avait ses fossés alimentés en eau au XIIIe siècle. C’était le fief du seigneur Raymond de Chikatau qui a donné son nom au quartier du Chiquet. Il y avait aussi à ce niveau un moulin à eau précédé d’un plan d’eau ou vivier.
Plus tard, Fontaudin en 1825 abritera la Congrégation des sœurs de Saint-Joseph de Bordeaux accueillant des religieuses âgées ou malades. Puis il devient un orphelinat et un préventorium.
En 1926, dans les prairies de ce domaine fut implanté le lotissement de Chiquet et construit un stade.
Au Moyen Âge, les vignes s’étendent à Talence depuis le bourg de Saint Genès jusqu’au vallon de l’Ars, au sud de celui-ci commence la forêt et la lande. Sur les bords du ruisseau, on trouve des aubarèdes (saulaies et aubiers) qui fournissent du bois pour les piquets ou échalas et les lattes entre les piquets (avant que l’on introduise les robiniers acacias et le fil de fer) et des vimeneys (vime) de l’osier pour attacher la vigne.
En 1765, un banquier bordelais, Samuel Peixotto, achète un « bourdieu » (exploitation agricole) au bord de la route de Bayonne. Il en fait une résidence d’agrément, la première détachée de la culture de la vigne, il construit un château et son jardin à la française où le ruisseau d’Ars canalisé alimente une pièce d’eau et des fontaines. C’est devenu ensuite dans la seconde moitié du XXe siècle la mairie de Talence.
La chapelle des Monges ou Notre-Dame de Rama qui figure sur la carte de Belleyme, fait l’objet d’un pèlerinage. Elle est bâtie à l’intersection du ruisseau d’Ars et de celui des Palanquettes.
Un peu plus loin en aval à l’angle des actuelles rues Peydavant (ancien chemin de Monjous) et Robespierre se trouvait le moulin de la Lande ou molinata de Talanssa, actif du XVIIe   au   XIXe siècle. Ce moulin tire son nom de son propriétaire Maistre de Lalande seigneur de La Brède dont est issue la mère de Montesquieu. À ce carrefour existait un des rares ponts à Talence appelé pont des vaches.
Dominant cette vallée sur la rive gauche se trouvait le Domaine de Puységur, exploitation agricole puis domaine viticole qui laissa la place au couvent Saint-Pierre.
Sur la rive droite existaient les domaines de Montagne-Monplaisir et le château Parthenval.   
Dans les années 1960, René Coulon le concepteur de la Faculté des Sciences inscrit celle-ci dans le vallon au creux duquel coule le ruisseau d’Ars.C’est selon cet axe dicté par la topographie et le cours d’eau que l’architecte implante 23 bâtiments sur 3 rangs, les deux principaux délimitant un parc central agrémenté d’un bassin.
Le moulin le plus important est le moulin d’Ars qui devait vraisemblablement se situer près du croisement de la route de Toulouse et du chemin de Suzon. Ce quartier devient au XIXe siècle très industrieux.
Dans le quartier de la gare Saint-Jean, rue Amédée-Saint-Germain, la confrérie Saint-Vincent des vignerons avait établi une petite chapelle, la chapelle de Ladors, dans une zone plantée de vignes traversée par le ruisseau d'Ars.

### Les enjeux de l’eau
Le contrôle des cours d’eau est un des pouvoirs seigneuriaux et de contrôle du territoire au Moyen Âge notamment avec la possession des moulins.
En effet, ce n’est pas la rivière (rivus) constituée par le lit et la berge du cours d’eau qui est du domaine public, mais bien les eaux courantes. Ce sont les donations d’eaux (aquae) qui permettent d’utiliser les eaux pour alimenter un moulin. C’est ainsi que les moines de Sainte-Croix à Bordeaux reçoivent des concessions pour leurs moulins. C’est le bras de dérivation (bief) pour alimenter le moulin qui est privatisé et non le lit principal (la Maye).
Les terres parcourues par l’Eau Bourde (appelée Eau de Peyrelongue) et le ruisseau d’Ars proches de la Garonne forment des palus, sortes de cuvettes souvent en contrebas du fleuve séparées de lui par un bourrelet alluvial. Un travail de drainage va mettre en valeur le secteur de Paludate à Bordeaux et à Bègles.
C’est dans ce cadre que l’abbaye bénédictine de Sainte-Croix à Bordeaux et la seigneurie de Centujan à Bègles vont entrer en conflit. En 1096 les moines et Amanieu 1er de Centujan se disputent l’Eau-des-Arcs (notre ruisseau) le seigneur doit concéder une partie de l’eau du ruisseau, les bénédictins peuvent aussi créer une conduite de cette eau vers Sainte-Croix et élever une digue.
Au siècle suivant, Sainte-Croix va s’intéresser à l’Eau Bourde dont elle achète les droits pour conduire l’eau nécessaire à la construction de moulins de l’estey Sainte-Croix. Une branche des seigneurs de Centujan conteste cette transaction.  Le duc d’Aquitaine en personne, Richard Cœur de Lion, donne en 1182 à Sainte-Croix “l’Eau de Peyrelongue, s’écoulant jusqu’aux moulins de Sainte-Croix bâtis près du monastère, afin que personne n’en interrompe le libre cours”. En 1217, l’abbé de Sainte-Croix s’oppose à la construction d’un moulin sur l’Estey Majou par Baudouin de Centujan qui doit y renoncer. L’Estey Majou devient la limite de la paroisse de Sainte-Croix et de Bègles.

### Canalisation et busage du ruisseau.
Un promoteur immobilier rachetant le Domaine de Parthenval (entre la rue Lamartine et Peixotto) à Talence en 1930 crée un lotissement. Pour éviter les inondations, il va dévier le ruisseau d’Ars et le canaliser à cet endroit.
Le développement de l’urbanisation à Talence dans la première moitié du XXe siècle imperméabilise les sols et les eaux pluviales n’étant plus absorbées elles aboutissent au ruisseau d’Ars qui déborde régulièrement. Les riverains demandent la canalisation immédiate et totale.
La canalisation du ruisseau d’Ars est progressivement réalisée à partir des années 1960 notamment à l’occasion de la construction du Domaine Universitaire. Le cours de l’Ars est rendu souterrain depuis Fontaudin dès 1970.
En 1965 a lieu un début de canalisation au-delà de la route de Toulouse puis en 1970 en deçà. Des bassins de retenue sont créés à Talence aux Fauvettes, à Monadey, sur le fossé de Thouars.
Le Lartigon sera busé dans les années 1970 avec l’urbanisation de Ladonne et de Camponac à Pessac. L’Estey de Sainte-Croix est canalisé en 1967.

### Traces du ruisseau
Outre l'observation du relief comme la double pente de la rue Lamartine à Talence, les traces du ruisseau persistent dans le dessin des parcelles du cadastre à certains endroits,.

## Réhabilitation des rivières et ruisseaux urbains
L’urbanisation s’est faite à l’emplacement des grands domaines riverains du Ruisseau d’Ars et de ses affluents : A Pessac Ladonne, Saige Formanoir, Camponac, Chiquet, Fanning Lafontaine, Domaine Universitaire, A Talence La Fauvette, Suzon, Voltaire.
Empêchant le sol de jouer son rôle naturel d’éponge, l’urbanisation accentue les effets des contraintes naturelles. Les inondations se sont aggravées avec la densification du tissu urbain. Ainsi en est-on venu à canaliser et buser les ruisseaux.
Les ruisseaux urbains ont souvent fini en égouts à ciel ouvert assurant certaines commodités d’usage et puis ces égouts sont canalisés et busés pour des raisons sanitaires. Parmi les plus célèbres, le Cloaca Maximadans la Rome antique et le Grand Égout de Paris
Aujourd’hui, d’autres priorités émergent : la réhabilitation des rivières urbaines est à l’ordre du jour des réflexions de l’aménagement des villes. D’autres analyses et priorités naissent:
- Maintenir une rivière dans son état naturel fait faire des économies, un conduit collecteur coûte plus cher qu’une berge aménagée.
- Le fait de canaliser un cours d’eau provoque une accélération du débit et donc une aggravation des risques d’inondation.
- La facilité de l’enfouissement du ruisseau pose de nouvelles difficultés pour évacuer les infiltrations d’eaux qui ne sont plus recueillies par le lit d’un ruisseau.

- Des raisons écologiques et environnementales demandent une réalimentation de la nappe phréatique.
- Par ailleurs les habitants sont demandeurs de nature en milieu urbain.

La renaturation de la ville inclut le végétal, les sols et l’eau.
Dans son plan de restauration de la nature, en 2022, la Commission européenne a proposé que d’ici 2030 au moins 25 000 km de cours d’eau à courant libre soient rétablis et que les villes de 20 000 habitants ou plus se soient dotées d’un plan d’écologisation de l’espace urbain ambitieux.
À Pessac le Peugue est réhabilité avec l’aménagement des Sources du Peugue et la Coulée Verte. Permettant de se réapproprier ses berges.
Le long du Lartigon, nom pessacais du ruisseau d'Ars, a été (re)créé un sentier de cheminement . Cela reste un des rares tronçons à ciel ouvert.
À Gradignan, dans les années 1970, à la suite de la fermeture des moulins, l'Eau Bourde était devenue un égout à ciel ouvert. Depuis 1990, une garde-rivière employée municipale est chargée de la surveillance de la qualité. Le choix a été fait de ne pas canaliser la rivière.
À Bègles, en 2015, des travaux de séparation des eaux pluviales (à priori propres) et des eaux usées ont commencé pour assainir le ruisseau d’Ars. Cela permettrait d’envisager de remettre à découvert le ruisseau.
Par ailleurs « Le Delta vert » est un espace naturel qui s’étend sur une surface de 200 hectares de la route de Toulouse à l’ouest jusqu’à la façade de la Garonne. Cet espace est sillonné par de nombreux esteys créant une continuité verte au sud de la commune.

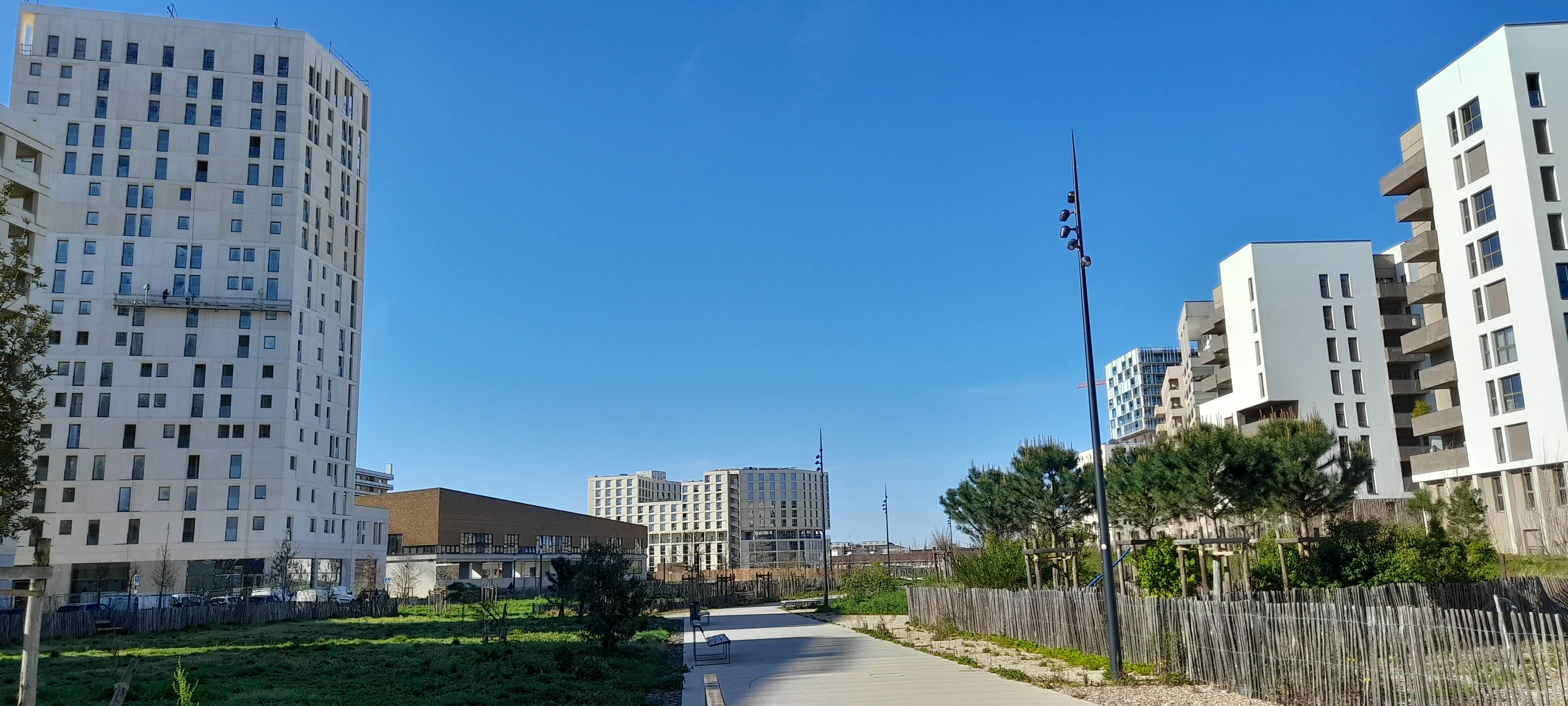
Jardin de l'Ars, sous lequel coule le ruisseau, Bordeaux-Euratlantique, mars 2024.

À Bordeaux, le quartier Saint-Jean Belcier s’est développé au droit du plateau calcaire qui porte le centre de bordeaux, sur une formation d’argile de mattes, issue des formations marécageuses de l’Estey Majou alimenté par le ruisseau de l’Ars. L’opération  Euratlantique a une démarche de réintégration de ces quartiers dans leur milieu naturel.
Ailleurs, des renaturations de rivières et ruisseaux voient aussi le jour.
La Bièvre un affluent de la Seine à Paris a vu certaines sections remises au jour.
Le projet Bleue Montréal vise à ramener l’eau au cœur du paysage urbain, en exhumant des ruisseaux enfouis depuis plus d’un siècle.
Lors des journées du Patrimoine en 2018, la ville de Talence et Bordeaux Métropole ont organisé « sur les traces du ruisseau d’Ars une traversée des paysages de Talence » proposant à un public nombreux de déambuler sur le cours d’un ruisseau « disparu ».
À Talence, une étudiante de l'École Nationale Supérieure d'Architecture et de Paysage, a mené des études sur la réhabilitation des rivières urbaines, notamment sur le ruisseau d’Ars.